# Communauté de communes Ambert Livradois Forez
La communauté de communes Ambert Livradois Forez est une communauté de communes française, située dans le département du Puy-de-Dôme en région Auvergne-Rhône-Alpes. Son territoire recoupe exactement celui de l'arrondissement d'Ambert.

## Historique
Le premier projet de schéma départemental de coopération intercommunale (SDCI) du Puy-de-Dôme, dévoilé en octobre 2015, proposait la fusion des communautés de communes du Haut-Livradois, Livradois Porte d'Auvergne, du Pays d'Ambert, du Pays d'Arlanc, du Pays de Cunlhat, du Pays d'Olliergues et de la Vallée de l'Ance, afin de « répondre aux besoins en matière de développement économique, de tourisme et d'équipements structurants pour une communauté de communes » qui regroupe plus de 28 000 habitants.
Faute de proposition alternative, la fusion de ces sept communautés de communes est confirmée en mars 2016 et prononcée par l'arrêté préfectoral no 16-02854 du 12 décembre 2016. Elle entraîne par ailleurs la dissolution du syndicat intercommunal à vocation multiple de l'arrondissement d'Ambert et du syndicat mixte des activités de pleine nature des crêtes du Forez.
La structure intercommunale prend le nom de « Ambert Livradois Forez » et établit son siège à Ambert.
En 2018, cette communauté de communes absorba les syndicats intercommunaux à vocation unique (SIVU) des Transports du Haut-Livradois (oublié dans l'arrêté du 12 décembre 2016) et SIAMU (Syndicat intercommunal d'animation musicale).[réf. souhaitée]
Le conseil communautaire du 14 janvier 2017 avait élu Jean-Claude Daurat, maire de Dore-l'Église et ancien président de la communauté de communes du Pays d'Arlanc, comme premier président. Il avait désigné pour l'assister quatorze vice-présidents, Guy Gorbinet (élu à Ambert), chargé du projet de territoire et la vie associative, François Dauphin (élu à Job), chargé des questions d'urbanisme, Michel Bravard (élu à Medeyrolles), chargé de la politique et des équipements touristiques, Jean-Luc Coupat (élu à Saint-Éloy-la-Glacière), chargé du développement durable, de l'énergie et de la présence territoriale, Laurent Bachelerie (élu à Novacelles), chargé des questions agricoles et forestières, Suzanne Labary (élue à Grandrif), chargée du patrimoine bâtimentaire, Éric Dubourgnoux (élu à Saint-Gervais-sous-Meymont), chargé de la compétence GEMAPI et des questions relatives à l'eau, Daniel Forestier (élu à Saint-Ferréol-des-Côtes), chargé de la politique économique, Chantal Facy (élue à Cunlhat), chargée de la politique culturelle, Georges Morison (élu à Saint-Anthème), chargé du numérique, Mireille Fonlupt (élue à Thiolières), chargée des questions relatives aux personnes âgées et à la mobilité, Isabelle Romeuf (élue à Auzelles), chargée de la petite-enfance, Stéphanie Allegre-Cartier (élue à Ambert), chargée de la jeunesse et Simon Rodier (élu à Saint-Bonnet-le-Chastel), chargé de la cohésion sociale (également ensuite élu vice-président du CIAS).

## Territoire communautaire

### Géographie
La communauté de communes Ambert Livradois Forez est située au sud-est du département du Puy-de-Dôme. Elle recouvre l'intégralité de la plaine et l'essentiel des Monts du Livradois ainsi qu'une partie des Monts du Forez (notamment la haute vallée de l'Ance et la moyenne vallée de la Dore).

### Composition
La communauté de communes est composée des 58 communes suivantes :

| Nom                        | Code Insee | Gentilé          | Superficie (km2) | Population (dernière pop. légale) | Densité (hab./km2) |
| -------------------------- | ---------- | ---------------- | ---------------- | --------------------------------- | ------------------ |
| Ambert (siège)             | 63003      | Ambertois        | 60,48            | 6 556 (2022)                      | 108                |
| Aix-la-Fayette             | 63002      | Aixois           | 13               | 99 (2022)                         | 7,6                |
| Arlanc                     | 63010      | Arlancois        | 32,19            | 1 767 (2022)                      | 55                 |
| Auzelles                   | 63023      | Auzellois        | 33,42            | 388 (2022)                        | 12                 |
| Baffie                     | 63027      | Baffinois        | 10,62            | 111 (2022)                        | 10                 |
| Bertignat                  | 63037      | Bertignatois     | 24,31            | 471 (2022)                        | 19                 |
| Beurières                  | 63039      | Beuriérois       | 16,27            | 310 (2022)                        | 19                 |
| Brousse                    | 63056      |                  | 22,45            | 358 (2022)                        | 16                 |
| Le Brugeron                | 63057      | Brugeronais      | 27,42            | 242 (2022)                        | 8,8                |
| Ceilloux                   | 63065      | Ceilloutois      | 8,99             | 174 (2022)                        | 19                 |
| Chambon-sur-Dolore         | 63076      | Chambonnaires    | 19,7             | 143 (2022)                        | 7,3                |
| Champétières               | 63081      | Champetiérois    | 18,54            | 283 (2022)                        | 15                 |
| La Chapelle-Agnon          | 63086      | Chapeloux        | 26,08            | 351 (2022)                        | 13                 |
| La Chaulme                 | 63104      | Chaulmois        | 13,6             | 116 (2022)                        | 8,5                |
| Chaumont-le-Bourg          | 63105      |                  | 8,28             | 233 (2022)                        | 28                 |
| Condat-lès-Montboissier    | 63119      |                  | 20,52            | 230 (2022)                        | 11                 |
| Cunlhat                    | 63132      | Cunlhatois       | 29,55            | 1 301 (2022)                      | 44                 |
| Domaize                    | 63136      | Domaiziens       | 14,6             | 377 (2022)                        | 26                 |
| Doranges                   | 63137      | Dorangeaux       | 19,43            | 172 (2022)                        | 8,9                |
| Dore-l'Église              | 63139      |                  | 27,14            | 664 (2022)                        | 24                 |
| Échandelys                 | 63142      |                  | 23,59            | 249 (2022)                        | 11                 |
| Églisolles                 | 63147      | Églisollois      | 20,59            | 309 (2022)                        | 15                 |
| Fayet-Ronaye               | 63158      |                  | 20,25            | 107 (2022)                        | 5,3                |
| La Forie                   | 63161      | Forians          | 2,81             | 316 (2022)                        | 112                |
| Fournols                   | 63162      | Fournolais       | 29,02            | 315 (2022)                        | 11                 |
| Grandrif                   | 63173      | Grandrifois      | 22,15            | 203 (2022)                        | 9,2                |
| Grandval                   | 63174      | Grandvalois      | 9,83             | 119 (2022)                        | 12                 |
| Job                        | 63179      | Joviens          | 42,68            | 994 (2022)                        | 23                 |
| Marat                      | 63207      | Maratois         | 30,1             | 805 (2022)                        | 27                 |
| Marsac-en-Livradois        | 63211      |                  | 48,46            | 1 391 (2022)                      | 29                 |
| Mayres                     | 63218      |                  | 12,49            | 197 (2022)                        | 16                 |
| Medeyrolles                | 63221      | Medeyrollois     | 17,12            | 116 (2022)                        | 6,8                |
| Le Monestier               | 63230      | Monestiérois     | 17,31            | 239 (2022)                        | 14                 |
| Novacelles                 | 63256      | Novacellois      | 14,43            | 153 (2022)                        | 11                 |
| Olliergues                 | 63258      | Ollierguois      | 16,41            | 736 (2022)                        | 45                 |
| Saillant                   | 63309      |                  | 17,42            | 306 (2022)                        | 18                 |
| Saint-Alyre-d'Arlanc       | 63312      | Saint-Alyrois    | 24,19            | 136 (2022)                        | 5,6                |
| Saint-Amant-Roche-Savine   | 63314      | Savinois         | 23,99            | 532 (2022)                        | 22                 |
| Saint-Anthème              | 63319      | Saint-Anthémois  | 68,89            | 708 (2022)                        | 10                 |
| Saint-Bonnet-le-Bourg      | 63323      | Brayauds         | 20,04            | 180 (2022)                        | 9                  |
| Saint-Bonnet-le-Chastel    | 63324      |                  | 23,47            | 205 (2022)                        | 8,7                |
| Saint-Clément-de-Valorgue  | 63331      | Saint-Clémentois | 13,37            | 237 (2022)                        | 18                 |
| Saint-Éloy-la-Glacière     | 63337      | Saint-Éloysiens  | 12,02            | 63 (2022)                         | 5,2                |
| Saint-Ferréol-des-Côtes    | 63341      | Saint-Ferréolois | 15,03            | 549 (2022)                        | 37                 |
| Saint-Germain-l'Herm       | 63353      | Saint-Germinois  | 36,68            | 488 (2022)                        | 13                 |
| Saint-Gervais-sous-Meymont | 63355      |                  | 10,17            | 214 (2022)                        | 21                 |
| Saint-Just                 | 63371      |                  | 19,42            | 147 (2022)                        | 7,6                |
| Saint-Martin-des-Olmes     | 63374      |                  | 17,15            | 312 (2022)                        | 18                 |
| Saint-Pierre-la-Bourlhonne | 63384      | Saint-Pierrois   | 11,89            | 135 (2022)                        | 11                 |
| Saint-Romain               | 63394      |                  | 16,05            | 197 (2022)                        | 12                 |
| Saint-Sauveur-la-Sagne     | 63398      |                  | 7,74             | 83 (2022)                         | 11                 |
| Sainte-Catherine           | 63328      |                  | 5,67             | 55 (2022)                         | 9,7                |
| Sauvessanges               | 63412      | Sauvessangeois   | 33,19            | 531 (2022)                        | 16                 |
| Thiolières                 | 63431      | Thioliérois      | 5,3              | 162 (2022)                        | 31                 |
| Tours-sur-Meymont          | 63434      | Meymontoursins   | 18,09            | 538 (2022)                        | 30                 |
| Valcivières                | 63441      | Cheveyrands      | 32,96            | 229 (2022)                        | 6,9                |
| Vertolaye                  | 63454      | Vertolayais      | 10,76            | 551 (2022)                        | 51                 |
| Viverols                   | 63465      | Viverolois       | 12,5             | 443 (2022)                        | 35                 |

### Démographie
| 1968   | 1975   | 1982   | 1990   | 1999   | 2010   | 2015   | 2021   |
| ------ | ------ | ------ | ------ | ------ | ------ | ------ | ------ |
| 37 007 | 34 072 | 31 928 | 29 975 | 29 009 | 28 219 | 27 618 | 27 571 |

## Administration

### Siège
La communauté de communes a établi son siège à Ambert.

### Les élus
La communauté de communes est gérée par un conseil communautaire composé de 82 conseillers représentant chacune des communes membres.
Ils sont réparties comme suit :
| Nombre de conseillers | Communes                     |
| --------------------- | ---------------------------- |
| 16                    | Ambert                       |
| 4                     | Arlanc                       |
| 3                     | Cunlhat, Marsac-en-Livradois |
| 2                     | Job, Marat                   |
| 1 (+ 1 suppléant)     | les 52 autres communes       |

### Présidence
Le 21 juillet 2020, le conseil communautaire a procédé à l'élection de son nouveau président, Daniel Forestier (maire de Saint-Ferréol-des-Côtes), et a désigné neuf vice-présidents :
1. Valérie Prunier (conseillère municipale d'Arlanc), chargée du social, des transports, de la santé et du bien vieillir, elle fut également désignée, le 22 septembre 2020, vice-présidente du CIAS d'Ambert, assurant, à ce titre, la charge de l’EHPAD d’Olliergues,
2. Marc Ménager (maire de Vertolaye), chargé de la gestion des déchets, du SPANC et du sport ; à la suite de sa démission en 2023, ses délégations ont été réattribuées.
3. Stéphanie Allègre-Cartier (adjointe au maire d'Ambert), chargée de la petite enfance, des accueils de loisirs et de l’aide à la réussite scolaire ;
4. François Dauphin (maire de Job), chargé des questions d'urbanisme, d'agriculture et de forêt ;
5. Guy Gorbinet (maire d'Ambert), chargé du tourisme et des activités de pleine nature, des Maisons des services au public et du projet de territoire ainsi que de la piscine à la suite de la démission de Marc Ménager
6. Jean Savinel (maire d'Arlanc), chargé du batimentaire, de l'eau et de l'assainissement ;
7. Didier Liennart (conseiller municipal de Cunlhat), chargé de l’habitat, de la vie associative et de l’aire d’accueil des gens du voyage ;
8. Simon Rodier (maire de Saint-Bonnet-le-Chastel), chargé de l'action et de l'éducation culturelle ;
9. Alain Molimard (conseiller municipal de Marsac-en-Livradois), chargé du développement numérique et des ressources mutualisées avec les communes aisni que des déchets suit à la démission de Marc Ménager.

| Période                                  | Période      | Identité           | Étiquette | Qualité                                    |
| ---------------------------------------- | ------------ | ------------------ | --------- | ------------------------------------------ |
| Les données manquantes sont à compléter. |              |                    |           |                                            |
| janvier 2017                             | juillet 2020 | Jean-Claude Daurat | PS        | Maire de Dore-l'Église (avant 1995 → )     |
| juillet 2020                             | En cours     | Daniel Forestier   | DVD       | Maire de Saint-Ferréol-des-Côtes (2014 → ) |

### Compétences
L'intercommunalité exerce des compétences qui lui sont déléguées par les communes membres. Parmi celles-ci, quatre sont obligatoires (cinq depuis le 1er janvier 2018), six sont optionnelles et treize sont facultatives :
Compétences obligatoires
- Actions de développement économique
- Aménagement de l'espace pour la conduite d'actions d'intérêt communautaire
- Aménagement, entretien et gestion des aires d'accueil des gens du voyage
- Collecte et traitement des déchets ménagers et assimilés
- Gestion des milieux aquatiques et prévention des inondations (GEMAPI, depuis le 1er janvier 2018)

Compétences optionnelles
- Protection et mise en valeur de l'environnement
- Politique du logement et du cadre de vie
- Création, aménagement et entretien de la voirie
- Construction, entretien et fonctionnement d'équipements culturels et sportifs d'intérêt communautaire et d'équipements de l'enseignement pré-élémentaire et élémentaire d'intérêt communautaire
- Action sociale d'intérêt communautaire
- Création et gestion de maisons et services au public…

Compétences facultatives (ex supplémentaires)
- Tourisme
- Enfance et jeunesse
- Activités culturelles (notamment enseignement musical et réseau des médiathèques), sportives et de loisirs
- Services à la population
- Transport et fret
- Éclairage public
- Agriculture
- Assainissement non collectif
- Cadastre et système d'information géographique
- Valorisation du patrimoine
- Redevance annuelle du service départemental d'incendie et de secours
- Nouvelle gendarmerie
- Services mutualisés

### Régime fiscal et budget
Le régime fiscal de la communauté de communes est la fiscalité professionnelle unique (FPU).
Depuis le 1er janvier 2018, elle bénéficie de la dotation globale de fonctionnement bonifiée, à la suite d'un arrêté préfectoral du 22 novembre 2017.